# Hugh Fraser (Politiker)
Hon. Sir Hugh Charles Patrick Joseph Fraser, PC, MBE (* 23. Januar 1918 in Westminster, London; † 6. März 1984 in London) war ein britischer Politiker der Conservative Party, der unter anderem zwischen 1945 und seinem Tode 1984 Mitglied des House of Commons sowie von 1962 bis 1964 Luftwaffenminister war.

## Leben

### Familiäre Herkunft, Zweiter Weltkrieg und Unterhausabgeordneter
Hugh Charles Patrick Joseph Fraser war der jüngere Sohn des Politikers Simon Fraser, 14. Lord Lovat (1871–1933) und dessen Ehefrau Hon. Laura Lister (1892–1965), Tochter des liberalen Politikers Thomas Lister, 4. Baron Ribblesdale (1854–1925). Sein älterer Bruder war der General Simon Fraser, 15. Lord Lovat (1911–1995), der beim Tod des Vaters 1933 den Titel des Lord Lovat erbte. Seine ältere Schwester Hon. Magdalen Mary Charlotte Fraser (1913–1969) war die Ehefrau des Offiziers und Politikers John Scott, 4. Earl of Eldon (1899–1976). Seine jüngere Schwester Hon. Veronica Nell Fraser (1920–2005) war in zweiter Ehe mit dem Offizier, Diplomaten und Politiker Fitzroy Maclean (1911–1996) verheiratet. Seine jüngste Schwester Hon. Mary Diana Rose Fraser verstarb 1940 im Alter von 14 Jahren. Er selbst begann nach dem Besuch des Ampleforth College ein Studium am Balliol College der University of Oxford. Er nahm als Angehöriger der Lovat Scouts der British Army am Zweiten Weltkrieg teil und wurde zuletzt zum Major befördert. Für seine Verdienste wurde ihm das belgische Kriegskreuz verliehen und er zudem auch zum Ritter des belgischen Leopoldsordens ernannt. Darüber hinaus erfolgte 1945 seine Ernennung zum Member des Order of the British Empire (MBE).
Bei der Unterhauswahl am 5. Juli 1945 wurde Fraser als Nachfolger von Joseph Lamb für die Conservative Party erstmals zum Mitglied des Unterhauses (House of Commons) gewählt und war dort zunächst bis zu dessen Auflösung am 23. Februar 1950 Abgeordneter für den Wahlkreis Stone in Staffordshire. Bei der Unterhauswahl am 23. Februar 1950 wurde er als Abgeordneter für den neu geschaffenen Wahlkreis Stafford and Stone erneut ins House of Commons gewählt und vertrat diesen Wahlkreis bis zu dessen Auflösung am 9. Juni 1983.

### Juniorminister, Minister für die Luftwaffe und erfolglose Kandidatur für den Parteivorsitz
Fraser fungierte zwischen 1951 und 1954 als Parlamentarischer Privatsekretär von Kolonialminister Oliver Lyttelton und war vom 28. November 1958 bis zum 28. Oktober 1960 Unterstaatssekretär und Finanzsekretär im Kriegsministerium (Under-Secretary of State and Financial Secretary for War) sowie im Anschluss zwischen dem 28. Oktober 1960 und dem 16. Juli 1962 Unterstaatssekretär im Kolonialministerium (Under-Secretary of State for the Colonies).
Als Nachfolger von Julian Amery übernahm er schließlich am 16. Juli 1962 im erweiterten Kabinett Macmillan II beziehungsweise ab dem 19. Oktober 1963 im erweiterten „Kabinett Douglas-Home“ den Posten als Luftwaffenminister (Secretary of State for Air) und hatte dieses Amt bis zur Auflösung des Ministeriums und Übernahme der Aufgaben durch das neu geschaffene Verteidigungsministerium am 1. April 1964 inne. Er selbst war daraufhin vom 1. April bis zum 16. Oktober 1964 noch Staatsminister für die Luftwaffe im Verteidigungsministerium (Minister of State for Air). Zugleich wurde er 1962 Mitglied des Privy Council (PC), ein politisches Beratungsgremium des britischen Monarchen. Am 23. Juli 1980 wurde er zum Knight Bachelor geschlagen. Nach Auflösung des Wahlkreises Stafford and Stone wurde er bei der Unterhauswahl am 9. Juni 1983 im neuen Wahlkreis Stafford wieder zum Mitglied des Unterhauses gewäht und gehörte diesem nunmehr bis zu seinem Tod durch Lungenkrebs am 6. März 1984 an. Bei der dadurch notwendigen Nachwahl am 3. Mai 1984 wurde sein Parteifreund Bill Cash zu seinem Nachfolger im Wahlkreis Stafford gewählt. Bei der Wahl für die Funktion des Vorsitzenden der Conservative Party vom 4. bis 11. November 1975, war er einer der sechs Kandidaten. Nachdem er in der ersten Runde allerdings nur 16 Stimmen der Unterhausabgeordneten seiner Fraktion (5,8 Prozent) erhalten hatte, verzichtete er wie die ebenfalls unterlegenen Mitbewerber James Prior (19 Stimmen 6,9 Prozent), Geoffrey Howe (19 Stimmen 6,9 Prozent) und William Whitelaw (79 Stimmen, 28,6 Prozent) auf eine weitere Kandidatur in der zweiten Runde. Lediglich der frühere Premierminister und bisherige Parteivorsitzende Edward Heath (119 Stimmen 43,1 Prozent) trat in der zweiten Runde an und zog dann seine Kandidatur zurück. Schließlich wurde Margaret Thatcher (130 Stimmen, 47,1 Prozent) in der zweiten Runde mit wenngleich nur 146 Stimmen (52,9 Prozent) zur neuen Vorsitzenden der Konservativen Partei gewählt.

### Ehe und Familie
Am 25. September 1966 heiratete Hugh Fraser die Schriftstellerin und Historikerin Lady Antonia Margaret Caroline Pakenham (* 1932), Tochter des Politikwissenschaftlers und Politikers Frank Pakenham, 7. Earl of Longford (1905–2001) und der Historikerin, Journalistin und Schriftstellerin Elizabeth Pakenham, Countess of Longford (1906–2002). Aus dieser 1977 geschiedenen Ehe gingen sechs Kinder hervor, und zwar die Schriftstellerin und Rundfunksprecherin Rebecca Rose (* 1957), die Historikerin und Schriftstellerin Flora Elizabeth (* 1958), Benjamin Hugh (* 1961), Natasha Antonia (* 1963), Damian Stafford (* 1964) und Orlando Gregory (* 1967).

## Veröffentlichung
- A rebel for the right reasons. Stafford and Stone Conservative Association, Stafford 1975.